# Stasimopidae
Stasimopidae Bond, Opatova & Hedin, 2020 è una famiglia di ragni appartenente al sottordine Mygalomorphae.

## Distribuzione
Le 45 specie oggi note sono state reperite in Sudafrica.

## Tassonomia
Il genere Stasimopus Simon, 1892 è stato separato dalla famiglia Ctenizidae ed è assurto al rango di famiglia a seguito di un lavoro di Bond, Opatova ed Hedin del 2020, con l'attuale denominazione.
A dicembre 2020 il genere si compone di 45 specie e 2 sottospecie:
1. Stasimopus artifex Pocock, 1902 – Sudafrica
2. Stasimopus astutus Pocock, 1902 – Sudafrica
3. Stasimopus bimaculatus Purcell, 1903 – Sudafrica
4. Stasimopus brevipalpis Purcell, 1903 – Sudafrica
5. Stasimopus caffrus (C. L. Koch, 1842)[2] – Sudafrica
6. Stasimopus castaneus Purcell, 1903 – Sudafrica
7. Stasimopus coronatus Hewitt, 1915 – Sudafrica
8. Stasimopus dreyeri Hewitt, 1915 – Sudafrica
9. Stasimopus erythrognathus Purcell, 1903 – Sudafrica
10. Stasimopus filmeri Engelbrecht & Prendini, 2012 – Sudafrica
11. Stasimopus fordi Hewitt, 1927 – Sudafrica
12. Stasimopus gigas Hewitt, 1915 – Sudafrica
13. Stasimopus griswoldi Engelbrecht & Prendini, 2012 – Sudafrica
14. Stasimopus hewitti Engelbrecht & Prendini, 2012 – Sudafrica
15. Stasimopus insculptus Pocock, 1901 – Sudafrica
16. Stasimopus i. peddiensis Hewitt, 1917 – Sudafrica
17. Stasimopus kentanicus Purcell, 1903 – Sudafrica
18. Stasimopus kolbei Purcell, 1903 – Sudafrica
19. Stasimopus leipoldti Purcell, 1902 – Sudafrica
20. Stasimopus longipalpis Hewitt, 1917 – Sudafrica
21. Stasimopus mandelai Hendrixson & Bond, 2004 – Sudafrica
22. Stasimopus maraisi Hewitt, 1914 – Sudafrica
23. Stasimopus meyeri (Karsch, 1879) – Africa sudorientale
24. Stasimopus minor Hewitt, 1915 – Sudafrica
25. Stasimopus nanus Tucker, 1917 – Sudafrica
26. Stasimopus nigellus Pocock, 1902 – Sudafrica
27. Stasimopus obscurus Purcell, 1908 – Sudafrica
28. Stasimopus oculatus Pocock, 1897 – Sudafrica
29. Stasimopus palpiger Pocock, 1902 – Sudafrica
30. Stasimopus patersonae Hewitt, 1913 – Sudafrica
31. Stasimopus poweri Hewitt, 1915 – Sudafrica
32. Stasimopus purcelli Tucker, 1917 – Sudafrica
33. Stasimopus quadratimaculatus Purcell, 1903 – Sudafrica
34. Stasimopus qumbu Hewitt, 1913 – Sudafrica
35. Stasimopus robertsi Hewitt, 1910 – Sudafrica
36. Stasimopus rufidens (Ausserer, 1871) – Sudafrica
37. Stasimopus schoenlandi Pocock, 1900 – Sudafrica
38. Stasimopus schreineri Purcell, 1903 – Sudafrica
39. Stasimopus schultzei Purcell, 1908 – Sudafrica
40. Stasimopus spinipes Hewitt, 1917 – Sudafrica
41. Stasimopus spinosus Hewitt, 1914 – Sudafrica
42. Stasimopus steynsburgensis Hewitt, 1915 – Sudafrica
43. Stasimopus suffuscus Hewitt, 1916 – Sudafrica
44. Stasimopus tysoni Hewitt, 1919 – Sudafrica
45. Stasimopus umtaticus Purcell, 1903 – Sudafrica
46. Stasimopus u. rangeri Hewitt, 1927 – Sudafrica
47. Stasimopus unispinosus Purcell, 1903 – Sudafrica

### Sinonimi
- Stasimopus dubius Hewitt, 1913; posto in sinonimia con S. robertsi Hewitt, 1910 a seguito di un lavoro dello stesso Hewitt (1916b); tale sinonimia è omessa dall'aracnologo Roewer[1].